# Шелгунова, Людмила Петровна
Людмила Петровна Шелгунова, урожденная Михаэлис (1832—1901) — переводчица, писательница, мемуаристка и общественная деятельница, супруга писателя Н. В. Шелгунова и гражданская жена поэта М. Л. Михайлова, сестра Е. П. Михаэлиса (1841—1914).

## Биография
Родилась в Перми, дочь немца, статского советника Петра Ивановича Михаэлиса от брака его с выпускницей Смольного института — Евгенией Егоровной Афанасьевой. Училась в Санкт-Петербурге, в английском пансионе Лоу. Основное воспитание получила от матери, которая постоянно говорила о «правах женщин» и необходимости финансовой независимости. Она давала уроки и занималась переводами, чему научила и Людмилу. В 1850 году вышла замуж за своего двоюродного дядю Николая Шелгунова, учёного-лесовода, ставшего в 1861 году совладельцем газеты «Век». Живя с мужем в Петербурге, молодая Шелгунова блистала в передовых литературных кружках; к числу её собеседников и знакомых принадлежали Тургенев, Чернышевский, Добролюбов, Д. И. Писарев, Я. П. Полонский и М. Л. Михайлов.
По словам Е. А. Штакеншнейдер, Шелгунова была женщина «умная и могла говорить обо всём», внешне была «не хороша собой, довольно толста, носила короткие волосы и одевалась без вкуса; руки только были у неё очень красивые, и она умела нравиться мужчинам, женщинам же не нравилась. Мужа своего она называла на Вы, он же звал её Людинькой. Детей у неё не было, поэтому она свободно располагала своим временем».
Развитая, всесторонне образованная, деятельная, энергичная Шелгунова предоставляла мужу полную свободу в его личных делах и сама пользовалась такой же свободой. В 1861 году она с согласия мужа стала жить с его близким другом 32-летним поэтом Михаилом Михайловым (1829—1865), который долгие годы был в неё влюблен и «с радостью бросился бы ради неё в огонь».
Несмотря на рождение сына Михаила (1862—1897), их гражданский брак был недолгим. За распространении революционных прокламаций в Петербурге Михайлов был арестован и приговорён к ссылке. В 1862 году Людмила Шелгунова вместе с мужем, вышедшим в отставку, и ребёнком поехала к Михайлову в Нерчинск. По одной из версий она хотела устроить ему побег и отправить за границу. Там они были подвергнуты обыску, заключены под домашней арест и в январе 1863 года отправлены в Иркутск.
В марте Николай Шелгунов за связь с государственным преступником Михайловым был арестован и отправлен в тюрьму в Петропавловскую крепость, где просидел два года. В ноябре 1864 года он был выслан в Вологодскую губернию. Шелгуновой было разрешено возвратиться в Петербург, откуда она осенью 1863 года уехала за границу, сперва она жила в Цюрихе, а после в Женеве. В обоих городах она содержала пансион для русских политических эмигрантов. В Цюрихе она сблизилась с одним из руководителей «Земли и Воли» опальным А. А. Серно-Соловьевичем (1838—1869) и родила от него сына Николая (1864—1909).
В 1865 году Шелгунова с детьми вернулась в Россию и вновь сошлась с мужем. Их дочь Людмила (1870—1942) была замужем за педагогом Михаилом Андреевичем Лукиным (ум. 1922). Шелгунов жил в разных городах Вологодской губернии, Людмила Петровна то приезжала к нему, то опять уезжала в Петербург, где хлопотала о его переводе в другой город, выступала посредником между ним и издательством и сдавала в печать свои работы. Переводы свои она помещала, главным образом, в «Русском слове», «Деле», «Неделе» и «Живописном обозрении». Она перевела «Всемирную историю» и «Сталь и Ролан» Шлоссера, рассказы Ауэрбаха, романы Жюля Верна. Для издания Павленкова она сделала переложение романов Диккенса.
В 1887 году Шелгунову постигло большое горе, ее сын Николай, выпускник Петербургского военно-морского училища, был осужден за революционную деятельность. С ней случился удар и ее частично парализовало, после чего ее здоровье уже не могло вполне оправиться. Вскоре она похоронила мужа и старшего сына. На склоне лет Шелгунова начала писать свои воспоминания в 1896—1900 годах. Письма Николая Шелгунова к ней и свои воспоминания она издала в книге «Из далекого прошлого» (Санкт-Петербург, 1901; раньше в «Женском деле»). Жила в семье дочери и зятя, в окружении любящих её внуков. Скончалась в декабре 1901 года в Петербурге.